# مبارك الميلي
مبارك الميلي (1898-1945)  المعروف بالميلي مواليد مشتة الرمامن في منطقة الميلية بولاية جيجل، هو أحد الشخصيات البارزة في الحركة الإصلاحية الجزائرية خلال النصف الأول من القرن 20  أثناء الاحتلال الفرنسي للجزائر وكان من أبرز علماء جمعية العلماء المسلمين الجزائريين. ساهم في نشر الفكر الإصلاحي من خلال التدريس والتأليف والصحافة، واهتم بقضايا العقيدة واللغة والتاريخ. عانى من مرض السكري عام 1933 وتوفي عام 1945م.

## نشأته وتعليمه
هو مبارك بن محمد إبراهيمي الميلي، وُلد في 26 مايو 1895 (أو 1896 / 1898 حسب المصادر) في مشتة الرمامن، التابعة لبلدية غبالة دائرة السطارة بولاية جيجل الجزائرية. فقد والده في سن مبكرة، فكفله جده ثم عمّاه.
بدأ تعليمه بأولاد مبارك بالميلية تحت إشراف الشيخ أحمد بن الطاهر مزهود، حيث أتم حفظ القرآن، ثم انتقل إلى مدينة ميلة لمواصلة تعليمه في جامع سيدي عزوز على يد الشيخ محمد بن معنصر، وهو لم يتجاوز الثانية عشرة من عمره. ينحدر من قبيلة أولاد مبارك بن حباس، إحدى فروع الأثبج من العرب الهلاليين وهم من القبائل العربية القليلة في نواحي جيجل.

## عصره وبيئته
عاصر مبارك الميلي خلال فترة اتسمت بسيطرة الاستعمار الفرنسي على الجزائر، حيث مضى ما يقارب القرن على الاحتلال، وشهدت البلاد خلالها تغييرات اجتماعية وثقافية واقتصادية عميقة. أدى فشل الانتفاضات الشعبية إلى تعزيز سياسات الاستعمار، الذي اعتقد أنه نجح في دمج الجزائر ضمن المنظومة الفرنسية، خاصة بعد احتفالات عام 1930 بمناسبة مرور قرن على احتلال البلاد.
ورغم هذه الظروف، ظهرت خلال تلك الفترة حركة إصلاحية قادها عدد من العلماء والمفكرين، مثل عبد الحميد بن باديس، الطيب العقبي، محمد البشير الإبراهيمي، والعربي التبسي، إلى جانب جهود علماء سابقين مثل عبد القادر المجاوي، محمد بن سمية، وحمدان الونيسي. في الوقت نفسه، برزت مقاومة سلمية سياسية قادتها نخبة من الجزائريين عبر تأسيس أحزاب وتنظيمات مثل نجم شمال إفريقيا، وحركة الأمير خالد، وجمعية العلماء المسلمين الجزائريين. كان الهدف المشترك لهذه التيارات هو الحفاظ على الهوية الجزائرية الإسلامية والثقافة العربية في مواجهة السياسات الاستعمارية الرامية إلى محوها.
ساهمت هذه الحركات الإصلاحية والسياسية في تشكيل وعي وطني جديد، وأرست أسسًا فكرية ساعدت لاحقًا على تصاعد المطالب السياسية والاجتماعية، والتي توجت بثورة التحرير الجزائرية عام 1954.

## عودته إلى الجزائر وأعماله الإصلاحية

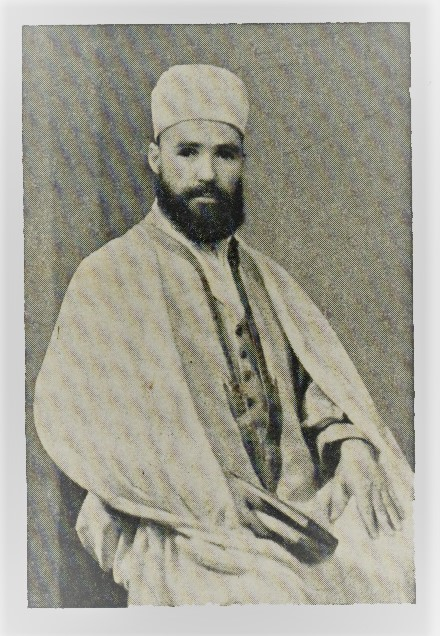
مبارك الميلي في شبابه

اعتمد الميلي في نشاطه الإصلاحي على تأسيس المدارس العصرية لتعليم الناشئة، والتصدي للطرق الصوفية التي إعتبرها منحرفة ومحاربة الخرافات، بالإضافة إلى العمل الصحفي كأداة جديدة لدعم أعماله الإصلاحية.
بعد أن أتمَّ حفظ القرآن، عزم مبارك الميلي على مواصلة تحصيله العلمي، فالتحق بمدرسة الشيخ محمد بن معنصر الميلي في مسقط رأسه ميلة، حيث قضى أربع سنوات، قبل أن ينتقل إلى قسنطينة لينضم إلى دروس الإمام عبد الحميد بن باديس في الجامع الأخضر، فكان من أبرز تلامذته. واصل مسيرته العلمية بالسفر إلى تونس لمتابعة دراسته بجامعة الزيتونة، حيث تتلمذ على يد نخبة من علماء العصر، مثل عثمان خوجة، ومحمد النخلي، والصادق النيفر، ومحمد بن القاضي، والطاهر بن عاشور. نال شهادة "العالمية" سنة 1924.
ثم عاد إلى الجزائر سنة 1925 واستقر في قسنطينة وبدأ التدريس في مدرسة قرآنية عصرية بمحاذاة مقر جريدة الشهاب التي أسسها ابن باديس. وبعد عامين أي بحلول سنة 1927، استجاب لدعوة سكان مدينة الأغواط، حيث أسس مدرسة جديدة تهدف إلى تعليم أبناء الجزائريين وفق مناهج متحررة من الطرقِيّة التي امتزجت آنذاك بالخرافات. لاقت جهوده التعليمية ترحيباً واسعاً بين سكان المدينة، وازداد تأثيره مع مرور الوقت، إذ رأوا في دعوته الإصلاحية بديلاً للتقاليد المتوارثة التي لم تواكب تطورات العصر. لم يقتصر نشاطه على التعليم، بل أسس أول نادٍ لكرة القدم في المدينة، إلى جانب جمعيات خيرية تُعنى بالشباب.
أثارت جهوده انتباه السلطات الاستعمارية الفرنسية، التي رأت في نشاطه خطراً على توجهاتها، كما لقي معارضة من بعض شيوخ الطرق الصوفية. وأمام تنامي تأثيره، صدر قرار بإبعاده عن الأغواط بعد سبع سنوات من العمل، فانتقل إلى بوسعادة، حيث واصل أنشطته التوعوية، إلا أن السلطات الاستعمارية سرعان ما أمرته بالمغادرة.
عاد بعدها إلى مدينة ميلة وأسس مسجدا للصلاة وكان يخطب فيه ويلقي دروسا فيه، ثم أسس جمعية إسلامية توسع نشاطها لحد إزعاج الاحتلال وحتى العلماء المرسمين من قبل فرنسا وتخوف الصوفيين.

## نشاطه في الصحافة
ساهم الشيخ مبارك الميلي في المشهد الصحافي الجزائري خلال عصره، حيث برز كأحد الركائز الأساسية للصحافة الإصلاحية. كان من أوائل المحررين في صحيفتي المنتقد والشهاب منذ انطلاقهما، ثم واصل نشاطه في جريدة السُنة و جريدة البصائر، التي تولى إدارتها عام 1935 بعد انسحاب الطيب العقبي. تحت قيادته، شهدت الصحيفة تطورًا ملحوظًا، حيث استخدم قلمه في معالجة القضايا الفكرية والاجتماعية،
تنوعت توقيعاته الصحافية بين اسمه الصريح واسم البيضاوي، كما لجأ أحيانًا إلى أسماء مستعارة أو ترك مقالاته دون توقيع، وفقًا للظروف التي كانت تحيط بموضوعاته. لقيت كتاباته تقديرًا كبيرًا من المختصين وأهل الفكر، إذ وصفها بعضهم بالقوة والوضوح، وأشادوا بقدرته على التعبير عن أفكاره بدقة وثراء معرفي.
تركّز إنتاجه الصحافي حول الإصلاح الديني والاجتماعي، حيث عمل على تفكيك المعتقدات الخرافية التي كانت في أذهان الناس، وانتقد بشدة الطرق الصوفية التي إتهمها بالإرتباط بالاستعمار. ومن أبرز ما كتبه في هذا السياق سلسلته "الشرك ومظاهره" التي نُشرت على صفحات البصائر، ثم جُمعت لاحقًا في كتاب بعنوان "رسالة الشرك ومظاهره" عام 1937، بناءً على طلب قرائه ومحيطه الفكري.
استمر الميلي في إدارة البصائر حتى أوقفتها السلطات الاستعمارية مع اندلاع الحرب العالمية الثانية عام 1939.

## نشاطه فيجمعية العلماء المسلمين
تأسست جمعية العلماء المسلمين الجزائريين عام 1931 في نادي الترقي بالجزائر العاصمة، وكان من الطبيعي أن يكون مبارك الميلي أحد الأعضاء البارزين في إدارتها نظرًا لدوره في الإصلاح التعليمي والصحافي إلى جانب عبد الحميد بن باديس قبل تأسيس الجمعية. نتيجة لمكانته، انتُخب عضوًا في مجلس الإدارة وشغل منصب أمين المال، حيث شهد له معاصروه بالكفاءة والنزاهة في التسيير.
بالإضافة إلى مسؤولياته الإدارية، اضطلع الميلي مع زملائه من العلماء بأنشطة الجمعية المختلفة، مثل التدريس، وإلقاء المحاضرات، والصحافة، والقيام بجولات ميدانية في أنحاء الجزائر. استمر في عمله إلى جانب ابن باديس حتى وفاة الأخير في 16 أبريل 1940، حيث تأثر بشدة بوفاته، إذ أُغمي عليه أمام جثمانه.
بعد وفاة ابن باديس، تولّى محمد البشير الإبراهيمي رئاسة الجمعية، رغم وجوده في المنفى بآفلو جنوب غرب الجزائر. خلال تلك الفترة، واصل الميلي مع بقية أعضاء الجمعية الإشراف على أنشطتها إلى حين عودة الإبراهيمي، فكان من أقرب معاونيه. وقد وصفه الإبراهيمي بأنه كان مرجعًا في مواجهة الأزمات، ومُعينًا في أوقات الشدائد، وثابتًا على المبادئ الإصلاحية.
عُيّن مبارك الميلي في أكتوبر 1937 مديرًا لمجلة البصائر خلفًا للطيب العقبي بعد استقالته من الجمعية وإدارتها الإعلامية. كما أوفدته الجمعية إلى مدينة الأغواط، حيث درّس في المسجد العتيق، وأشرف على مدرسة الشبيبة لمدة سبع سنوات، مُسهمًا في تخريج طلاب نشطوا لاحقًا في الحركة الإصلاحية، من بينهم أبو بكر الأغواطي، وأحمد بوزيد قصيبة، وأحمد شطة. وفي عام 1933، عاد إلى مسقط رأسه في بسطارة، ولاية جيجل، لمواصلة جهوده التربوية والإرشادية.
عقب وفاة ابن باديس، تولّى الميلي إلقاء دروسه في الجامع الأخضر بقسنطينة. كما قام بعدة جولات عبر الجزائر لمتابعة نشاط شعب جمعية العلماء، وكتب عن بعض رحلاته في الشرق الجزائري عام 1936. وفي عام 1938، سافر إلى فرنسا في مهمة علمية وعلاجية، التقى خلالها بمندوبي الجمعية هناك، ومن بينهم سعيد صالحي وسعيد البيباني ومحمد الزاهي.

## مؤلفاته
لمبارك الميلي كتب ألفها ومقالات كتبها تناولت مواضيع التاريخ، والعقيدة، والإصلاح، ومن أبرز مؤلفاته:
- تاريخ الجزائر القديم والحديث : يتناول مختلف مراحل تاريخ الجزائر منذ العصور القديمة حتى الفترة الحديثة، ويُعتبر من المراجع المهمة في هذا المجال
- الشرك ومظاهره:[6]  تناول فيه قضايا العقيدة الإسلامية ومظاهر الشرك في المجتمع الجزائري وسبل مواجهتها، تأثر فيه بمنهج السلف في العقيدة[7]
- بالإضافة إلى ذلك، كتب الميلي العديد من المقالات في جريدة البصائر وصحف إصلاحية أخرى، حيث ركّز على قضايا الفكر، والتاريخ، والعقيدة، والإصلاح الاجتماعي هدفها بناء وعي اجتماعي وثقافي جديد لدى الجزائريين.

## وفاته
عانى الميلي من مرض السكري منذ عامِ 1933 واشتدَّ عليه المرض خصوصًا بعد وفاة شيخه ورفيق نضاله الإمام عبد الحميد ابن باديس إلى ان تُوُفِّيَ يومَ 9 فبراير (شباط) سنةَ 1945م في مدينةِ الميلة بعدما تم نقله في حالةٍ يُرْثَى لها بعد طلب منه شخصيًا.

## وصلات خارجية
- المجاهدين الجزائرية نسخة محفوظة 29 يناير 2020 على موقع واي باك مشين.
- الإمام عبد الحميد بن باديس نسخة محفوظة 21 ديسمبر 2006 على موقع واي باك مشين.